# Classifica a punti (Giro d'Italia)

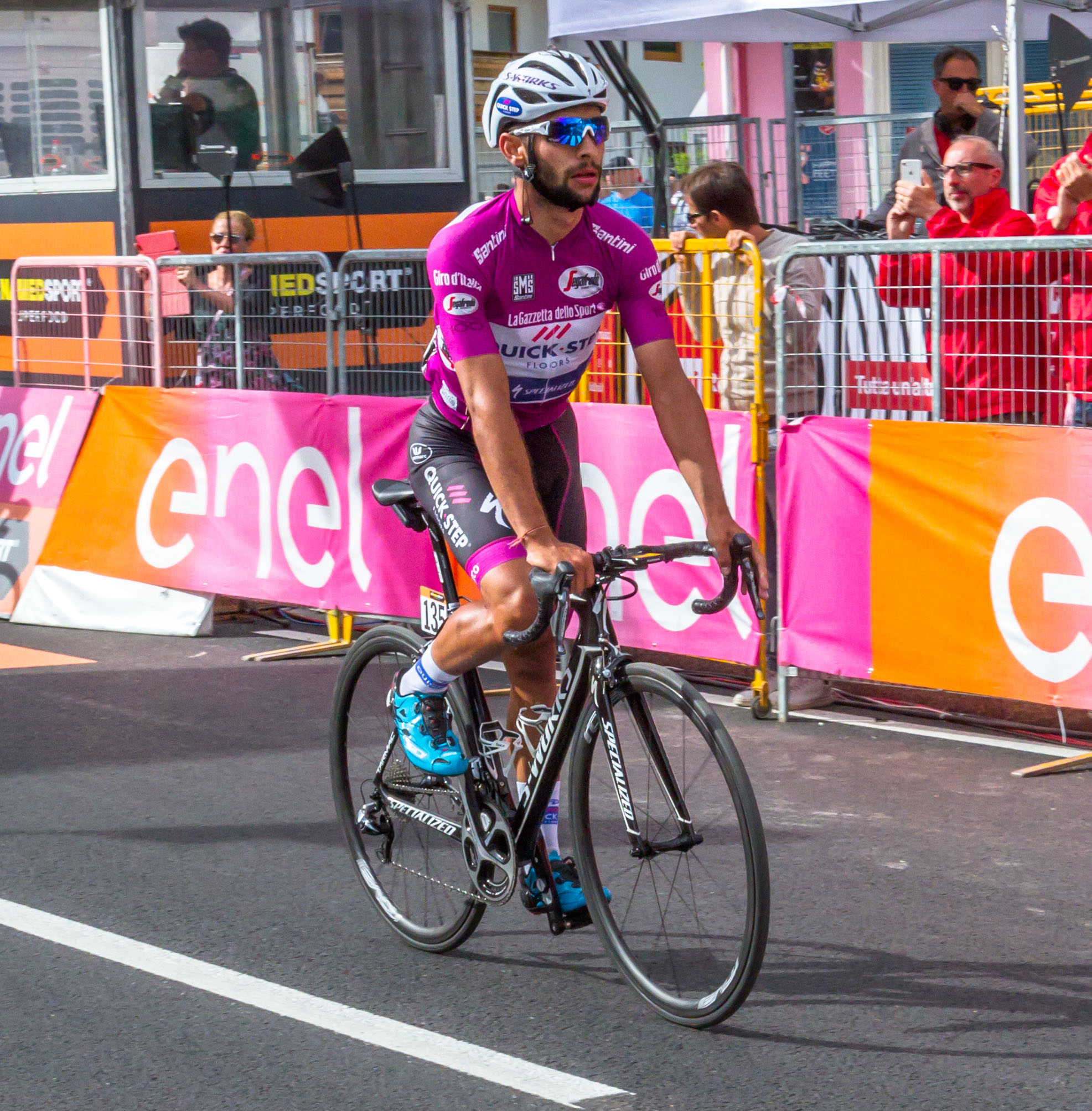
Fernando Gaviria con la maglia ciclamino durante il Giro d'Italia 2017

La classifica a punti del Giro d'Italia è una delle classifiche accessorie della corsa a tappe italiana, istituita nel 1966. Consiste in una graduatoria determinata dai piazzamenti dei corridori al traguardo. Il leader della classifica indossa la maglia ciclamino.

## Storia
- 1967-1969  Maglia rossa
- 1970-2009  Maglia ciclamino
- 2010-2016  Maglia rossa
- 2017-  Maglia ciclamino

Nelle prime cinque edizioni della corsa (dal 1909 al 1913) il regolamento assegnava la vittoria finale con una classifica a punti. Solo a partire dal Giro d'Italia 1914 venne stilata sulla base dei tempi ottenuti da ciascun ciclista in ogni tappa.
La classifica a punti fu introdotta nel 1966 come "Trofeo Dreher", senza che vi fosse associata una maglia, per stimolare i ciclisti al successo di ogni singola tappa. Per le tre edizioni successive venne assegnata una maglia rossa, dal colore dello sponsor Dreher. Nell'edizione del 1970 fu introdotta la maglia ciclamino, dal colore dello sponsor Termozeta, che rimase il simbolo distintivo della classifica a punti per quattro decenni.
Nell'edizione 2010 la maglia rossa, utilizzata dal 1967 al 1969, sostituì la ciclamino: la denominazione data ufficialmente alla maglia, marchiata Saint-Gobain, fu "Maglia Rosso Passione". Dal Giro d'Italia 2017, centesima edizione della corsa, il colore della maglia è tornato ciclamino, su scelta del nuovo sponsor Segafredo Zanetti.
Raramente il vincitore della classifica a punti e quello della classifica generale coincidono: nella storia del Giro l'accoppiata è riuscita a Gianni Motta (1966), Eddy Merckx (1968 e 1973), Giuseppe Saronni (1979 e 1983), Gianni Bugno (1990), Tony Rominger (1995), Gilberto Simoni (2003), Danilo Di Luca (2007), Denis Men'šov (2009) e Michele Scarponi (2011). I plurivincitori della classifica a punti sono Giuseppe Saronni e Francesco Moser, entrambi con quattro vittorie.
Anche il Tour de France e la Vuelta a España hanno una classifica a punti, con associata in entrambi i casi una maglia verde.

## Regolamento
La maglia di leader della classifica a punti è assegnata al termine di ogni tappa al corridore che ha accumulato il maggior numero di punti sul traguardo finale e in quelli volanti; questi ultimi, dal 1989 al 2005, valevano per la classifica intergiro.
Dal 2014, i punti assegnati al termine di ogni tappa variano in base alla difficoltà altimetrica della tappa: una frazione adatta ai velocisti assegna molti più punti rispetto a una adatta agli scalatori. Le tappe, escluse le cronosquadre che non assegnano punti, sono suddivise in 5 categorie (A, B, C, D, E).
| Tipologia                      | 1º | 2º | 3º | 4º | 5º | 6º | 7º | 8º | 9º | 10º | 11º | 12º | 13º | 14º | 15º |
| ------------------------------ | -- | -- | -- | -- | -- | -- | -- | -- | -- | --- | --- | --- | --- | --- | --- |
| Traguardo finale categoria A-B | 50 | 35 | 25 | 18 | 14 | 12 | 10 | 8  | 7  | 6   | 5   | 4   | 3   | 2   | 1   |
| Traguardo finale categoria C   | 25 | 18 | 12 | 8  | 6  | 5  | 4  | 3  | 2  | 1   | -   | -   | -   | -   | -   |
| Traguardo finale categoria D-E | 15 | 12 | 9  | 7  | 6  | 5  | 4  | 3  | 2  | 1   | -   | -   | -   | -   | -   |
| Traguardo volante              | 12 | 8  | 6  | 5  | 4  | 3  | 2  | 1  |    |     |     |     |     |     |     |

## Albo d'oro
| Anno             | Corridore              | Squadra                             | Punti | Altre classifiche      |
| ---------------- | ---------------------- | ----------------------------------- | ----- | ---------------------- |
| 1966             | Gianni Motta           | Molteni                             | 228   | Generale               |
| Maglia rossa     |                        |                                     |       |                        |
| 1967             | Dino Zandegù           | Salvarani                           | 200   | -                      |
| 1968             | Eddy Merckx            | Faema                               | 198   | Generale Scalatori     |
| 1969             | Franco Bitossi         | Filotex                             | 182   | -                      |
| Maglia ciclamino |                        |                                     |       |                        |
| 1970             | Franco Bitossi         | Filotex                             | 252   | -                      |
| 1971             | Marino Basso           | Molteni                             | 181   | -                      |
| 1972             | Roger De Vlaeminck     | Dreher                              | 264   | -                      |
| 1973             | Eddy Merckx            | Molteni                             | 237   | Generale               |
| 1974             | Roger De Vlaeminck     | Brooklyn                            | 265   | -                      |
| 1975             | Roger De Vlaeminck     | Brooklyn                            | 346   | -                      |
| 1976             | Francesco Moser        | Sanson-Campagnolo                   | 272   | -                      |
| 1977             | Francesco Moser        | Sanson-Campagnolo                   | 226   | -                      |
| 1978             | Francesco Moser        | Sanson-Campagnolo                   | 229   | -                      |
| 1979             | Giuseppe Saronni       | Scic-Bottecchia                     | 275   | Generale               |
| 1980             | Giuseppe Saronni       | Gis Gelati                          | 301   | -                      |
| 1981             | Giuseppe Saronni       | Gis Gelati-Campagnolo               | 215   | -                      |
| 1982             | Francesco Moser        | Famcucine-Campagnolo                | 247   | -                      |
| 1983             | Giuseppe Saronni       | Del Tongo-Colnago                   | 223   | Generale               |
| 1984             | Urs Freuler            | Atala-Campagnolo                    | 178   | -                      |
| 1985             | Johan van der Velde    | Vini Ricordi-Pinarello-Sidermec     | 195   | -                      |
| 1986             | Guido Bontempi         | Carrera-Vagabond                    | 167   | -                      |
| 1987             | Johan van der Velde    | Gis Gelati-Jollyscarpe              | 175   | -                      |
| 1988             | Johan van der Velde    | Gis Gelati-Ecoflam                  | 154   | -                      |
| 1989             | Giovanni Fidanza       | Château d'Ax-Salotti                | 172   | -                      |
| 1990             | Gianni Bugno           | Château d'Ax-Salotti                | 195   | Generale               |
| 1991             | Claudio Chiappucci     | Carrera-Vagabond                    | 283   | -                      |
| 1992             | Mario Cipollini        | GB-MG Maglificio                    | 236   | -                      |
| 1993             | Adriano Baffi          | Mercatone Uno-Zucchini-Medeghini    | 228   | -                      |
| 1994             | Džamolidin Abdužaparov | Team Polti                          | 202   | -                      |
| 1995             | Tony Rominger          | Mapei-GB                            | 205   | Generale Intergiro     |
| 1996             | Fabrizio Guidi         | Scrigno-Blue Storm                  | 235   | Intergiro              |
| 1997             | Mario Cipollini        | Saeco                               | 202   | -                      |
| 1998             | Mariano Piccoli        | Brescialat-Liquigas                 | 194   | -                      |
| 1999             | Laurent Jalabert       | ONCE-Deutsche Bank                  | 175   | -                      |
| 2000             | Dmitrij Konyšev        | Fassa Bortolo                       | 159   | -                      |
| 2001             | Massimo Strazzer       | Mobilvetta Design-Formaggi Trentini | 177   | Intergiro Combattività |
| 2002             | Mario Cipollini        | Acqua & Sapone-Cantina Tollo        | 184   | -                      |
| 2003             | Gilberto Simoni        | Saeco Macchine per Caffè            | 154   | Generale               |
| 2004             | Alessandro Petacchi    | Fassa Bortolo                       | 250   | Combattività           |
| 2005             | Paolo Bettini          | Quick Step-Innergetic               | 162   | -                      |
| 2006             | Paolo Bettini          | Quick Step-Innergetic               | 169   | Combattività           |
| 2007             | Danilo Di Luca         | Liquigas-Bianchi                    | 132   | Generale               |
| 2008             | Daniele Bennati        | Liquigas                            | 189   | -                      |
| 2009             | Denis Men'šov          | Rabobank                            | 138   | Generale               |
| Maglia rossa     |                        |                                     |       |                        |
| 2010             | Cadel Evans            | BMC Racing Team                     | 150   | -                      |
| 2011             | Michele Scarponi       | Lampre-ISD                          | 122   | Generale               |
| 2012             | Joaquim Rodríguez      | Katusha Team                        | 139   | -                      |
| 2013             | Mark Cavendish         | Omega Pharma-Quickstep              | 158   | -                      |
| 2014             | Nacer Bouhanni         | FDJ.fr                              | 291   | -                      |
| 2015             | Giacomo Nizzolo        | Trek Factory Racing                 | 181   | -                      |
| 2016             | Giacomo Nizzolo        | Trek-Segafredo                      | 209   | -                      |
| Maglia ciclamino |                        |                                     |       |                        |
| 2017             | Fernando Gaviria       | Quick-Step Floors                   | 325   | -                      |
| 2018             | Elia Viviani           | Quick-Step Floors                   | 341   | -                      |
| 2019             | Pascal Ackermann       | Bora-Hansgrohe                      | 226   | -                      |
| 2020             | Arnaud Démare          | Groupama-FDJ                        | 233   | -                      |
| 2021             | Peter Sagan            | Bora-Hansgrohe                      | 136   | -                      |
| 2022             | Arnaud Démare          | Groupama-FDJ                        | 254   | -                      |
| 2023             | Jonathan Milan         | Bahrain Victorious                  | 217   | -                      |
| 2024             | Jonathan Milan         | Lidl-Trek                           | 352   | -                      |
| 2025             | Mads Pedersen          | Lidl-Trek                           | 295   | -                      |